# Климовиця
Климо́виця — село в Україні, в Іршавській міській громаді Хустського району Закарпатської області. Населення становить 397 осіб (станом на 2001 рік). Село розташоване на заході Хустського району, за 12,5 кілометра від центру громади.

## Назва
Зміна назв: 1645- Kelemen Falwa, 1773- Kelemenfalva, Klimovicza, 1808- Kelemenfalva, Klimowica, 1851-Kelemenfalva (Klimovicza), 1877-Kelemenfalva, Klimovica, 1913- Kelemenfalva, 1925- Klenovice, 1930- Klimovice, 1944- Kelemenfalva, Климовица, 1983-Климовиця, Климовица (ZO).

## Географія
Село Климовиця лежить за 12,5 км на північний захід від районного центру, фізична відстань до Києва — 575,0 км.

## Історія
Перша згадка у 1600-під назвою Kelemenfalva
12 лютого 1939 року відбулись вибори до Сойму Карпатської України, на яких абсолютну більшість голосів виборців (близько 92,4 %) здобули кандидати Українського Національного Об'єднання. У селі Климовиця, яке належало до округи «Іршава», за УНО проголосували 125 виборців, проти — 21.
2-3 червня 2018 року в селі у рамках першого відкритого фестивалю мистецтв імені Адальберта Ерделі на подвір'ї Климовицької ЗОШ I—II ступенів було відкрито та освячено пам’ятник основоположнику закарпатської школи живопису Адальберту Ерделі (скульптор Андріан Балог, архітектор Борис Кузьма).

## Населення
Станом на 1989 рік у селі проживало 378 осіб, серед них — 176 чоловіків і 202 жінки.
За даними перепису населення 2001 року у селі проживали 397 осіб. Рідною мовою назвали:
| Мова       | Кількість осіб | Відсоток |
| ---------- | -------------- | -------- |
| українська | 392            | 98,74 %  |
| російська  | 4              | 1,01 %   |
| словацька  | 1              | 0,25 %   |

## Релігія
Дерев'яну церкву в селі згадують у єпархіальних документах за 1778 р.
Теперішню дерев'яну церкву збудовано досить пізно, але в добрих традиціях. Незвичними є хіба що бокові притвори, не характерні для старих дерев'яних церков, а також фігурний ґанок на різьблених стовпчиках.
За спогадами Павлини Котубей, організували і провели спорудження церкви брати Ілько, Симко, Іван та Гриць Котубеї, а місце дала жінка, яку звали Вендзелиха.
Біля церкви — традиційна двоярусна дзвіниця каркасної конструкції з трьома дзвонами. Один великий дзвін відлив Ріхард Герольд у Хомутові в 1924 p., інший — Ф. Еґрі в 1935 (очевидно, цей дзвін замовив Юрій Котубей, син Ілька). Мурований хрест біля дзвіниці поставили в 1932 р. Тепер, на жаль, і церкву, і дзвіницю оббито бляхою. Наприкінці 1940-х років у частині села, що зветься Черенники, збудували маленьку дерев'яну православну церкву, що простояла лише кілька років.

## Туристичні місця
-  пам’ятник основоположнику закарпатської школи живопису Адальберту Ерделі
- традиційна двоярусна дзвіниця каркасної конструкції з трьома дзвонами. Один великий дзвін відлив Ріхард Герольд у Хомутові в 1924 p., інший — Ф. Еґрі в 1935

## Відомі люди
- В селі родився художник Адальберт Ерделі. 2-3 червня 2018 року в селі у рамках першого відкритого фестивалю мистецтв імені Адальберта Ерделі на подвір'ї Климовицької ЗОШ I—II ступенів було відкрито та освячено пам’ятник основоположнику закарпатської школи живопису Адальберту Ерделі
- В селі 16 вересня 1948 року народився суддя Конституційного Суду України Володимир Михайлович Кампо.Нагороджений орденом «За заслуги» III ступеня. Кандидат юридичних наук, доцент. Заслужений юрист України.
- Базьо Іван Володимирович (1971—2023) — доброволець, учасник російсько-української війни.